# Rimske katakombe
Rimske katakombe so najbolj znane in slavne med katakombami na svetu. Najpogosteje uporabljamo naziv katakombe prav za starokrščanska podzemeljska pokopališča v Rimu in okolici. Tako beremo pri Brockhausu pod geslom katakombe:
Katakombe so podzemeljska pokopališča prvih kristjanov z grobovi v stenah ali podu. Največ katakomb ima Rim.

## Pomen besede katakombe
Katakombe so starejše ali novejše podzemne grobnice s kilometre dolgimi hodniki z namenom pokopavanja mrličev ali skrivanja živih. 
Pomen imena katakombe je bil dolgo nejasen. Katakombe so preučevali zlasti Marchi, De Rossi in  Ducanges; vendar je šele De Waal kot prvi opazil, da stari potopisi (latinsko: itinerarium) vse do osmega stoletja uporabljajo naziv katakombe samo v zvezi s katakombami Sv. Sebastijana. Novejša izkopavanja so odkrila na dnu prepada poleg Sebastijanovih katakomb še iz poganskih časov izvirajoče pokopališče, ki je obstajalo iz nekaj grobnic. Tako so odkrili tudi izvirni pomen besede katakombe. Stari Rimljani so namreč globoko brezno poleg Apijske ceste  (latinsko: Via Appia) – med drugim in tretjim miljskim kamnom – imenovali grško: κύμβαι (kymbai), pokrajino poleg pa κατά κύμβας (kata kymbas), torej poleg brezna. 

## Ureditev in okrasi
Katakombe so bile najprej prostor za opravljanje bogoslužja na grobovih mučencev in za hranjenje njihovih relikvij. V začetku so imele katakombe tudi nadzemeljski del z dvoriščem in stebrenikom ter sobami. Ko so poganski cesarji v 3. stoletju začeli kristjane vedno bolj preganjati, so ostali le podzemeljski prostori. Hodniki so dolgi po več kilometrov a široki le toliko, da se lahko srečata pogrebca, ki nosita krsto. Stopnice se spuščajo tudi do 12 metrov pod zemljo. 
V zidove ob hodnikih so kopali vdolbine, v katere so pokopavali najprej mučence; zapirali so jih s kamnitimi ploščama. Nekatere katakombe imajo dve in več nadstropij; tako imajo Boštjanove katakombe celo štiri nadstropja. 
Kipi in slike v katakombah označujejo zlasti krščanske simbole: krog = nebo, križ je osnovni simbol vere, antični motiv pastirja z ovco na ramah postane simbol "dobrega pastirja", riba (grško: ΙΧΘΥΣ=ihthys, kar je kratica za Kristusa; začetnice dajo namreč: Iesus Hristos Theu Hyos Soter: Jezus Kristus Božji Sin Odrešenik) pomeni Zveličarja, sidro (upanje), palma (mučeništvo in zmaga), golob (simbol Svetega Duha), jelen ki pije vodo iz studenca (krstni studenec – simbol hrepenenja po krstu, ki očiščuje) in drugi. 
Katakombe so poslikane z zanimivimi freskami; tudi s prizori iz stare in nove zaveze:  Mojzes; Obujenje Lazarja; Kristus med apostoli;  Mati Božja z otrokom in drugimi prizori ter portreti pokojnikov. 

## Najbolj znane katakombe
Omejili se bomo na tiste katakombe, ki so odprte za obisk romarjev in turistov ter tudi za opravljanje bogoslužja:
- Nežine katakombe (Katakombe sv. Agneze), na Via Nomentana 349
- Prisciline katakombe na Via Salaria
- Domitiline katakombe na Via delle Sette Chiese
- Boštjanove katakombe (Katakombe sv. Sebastijana), na Via Appia Antica
- Kalistove katakombe (Katakombe sv. Kalista), Via Appia Antica

### Nežine katakombe
Nežine katakombe (Katakombe sv. Agneze) in bazilika, se nahajajo na Via Nomentana v Rimu. 
Sveto Nežo so tukaj pokopali starši in tukaj so njeno sestro Emerenciano (Emerentiana) kamnali pogani. Katakombe imajo tri sloje z okoli šest tisoč grobov. Sodeč po akrostihu iz 4. st. so nad mučenkinim grobom že takrat zgradili baziliko, ki sta jo obnovila Simah (Symmachus) in Honorij I.. Zanimivost bazilike je galerija, ki se razprostira pod stranskimi ladjami. Od tukaj so prenesli v Vatikanske muzeje Kristusov monogram; napis, ki ga obkroža, spominja na videnje cesarja Konstantina Velikega: »V tem znamenju boš zmagal!« 

### Prisciline katakombe
Prisciline katakombe se nahajajo na Via Salaria Nova v Rimu
Njihova zgodovina sega v apostolsko dobo. Tukaj je bila grobnica Acilove (Acilius) rodbine. Njihov sorodnik je bil Pudens, ki je sprejel Petra na stanovanje. Po De Rossiju je bila njegova mati tista Priscila (Priscilla), po kateri so katakombe dobile ime. Njihovi prijatelji so bili najbrž tudi Aquila in Priska (Prisca, Priscilla), ki jih apostol Pavel večkrat omenja v svojih pismih. Poleg tega so semkaj pokopali Marcela I. in Marcelina ter več drugih mučencev, ki so jih za časa cesarja Konstantina I. prenesli v nad katakombami postavljeno Silvestrovo baziliko.
Pomembna je Capella Graeca (Grška kapela) v dveh nadstropjih z dvema tukaj najdenima napisoma v grščini s svetopisemskimi freskami iz 2.stoletja. Nad vhodom lahko vidimo znamenito  fresko Lomljenje kruha. Tu so našli več napisov z imenom Peter ter najstarejšo Marijino fresko iz 2. st. v pompejskem slogu. Tu je bila tudi krstilnica in so našli mnogo v steno  vdolbenih križev. Zato so te katakombe imenovali Ostrianum.
Prisciline katakombe, ki jih omenjajo vsi prastari bogoslužni in potopisni viri, imajo svoj sodobni vhod skozi stebrenik benediktinskega samostana sv. Priscile. Razvoj katakomb lahko spremljamo od 2. do 5. stoletja n. št. s tremi osnovnimi področji: arenarium (dvorišče z areno), cryptoporticum (stebrenik) velike rimske vile in coemeterium subteraneum (podzemeljsko pokopališče) ugledne rimljanske rodbine Acilius Glabrio. Ker je tukaj pokopanih kar sedem zgodnjih papežev in mnogo mučencev, so Prisciline katakombe imenovali v starem veku Kraljica katakomb. 

### Domitiline katakombe
Domitiline katakombe lahko obiščemo na Via delle Sette Chiese v Rimu. Spadajo med najprostranejše. De Rossi je našel napis Ex-indulgentia-Flaviae-Domitillae , kar pomeni, da je ta kraj bil v lasti rodbine cesarja Flavija. Grobnica Flavijcev, ki so sprejeli krščanstvo, je postala jedro katakomb. V glavni grobnici sta pokopana mučenca Nerej (Nereus) in Ahilej (Achilleus)  skupaj s Petronilo, Petrovo krščenko. Moža sta svojo gospodarico Domitilo pridobila za krščanstvo in so ju zato pogani obglavili, njuno gospodarico pa izgnali. Konec 4. st. so na prvem nadstropju katakomb zgradili triladijsko baziliko, med katere ostanki je tudi relief, ki prikazuje Ahilejevo obglavljenje. Katakombe hranijo več dragocenih fresk z Marije, apostolov in Petronile. Ko so zgradili baziliko, so vanjo prenesli relikvije Nereja in Ahileja, Petroniline pa v baziliko svetega Petra poleg Petrovega groba.

### Boštjanove katakombe
Boštjanove katakombe (Katakombe sv. Sebastijana) se nahajajo na Via Appia Antica  v Rimu. Okrog groba sv. Boštjana so nastale kmalu katakombe v več smeri; zanimiva freska Jezušček v jaslih je žal v novejšem času propadla. V srednjem veku tukaj niso pokopavali in so jih vse do De Rossija pomotoma imenovali Kalistove katakombe. V 4. st. so napravili okoli cel venec kapel. Ko se je jama, ki hrani spomin na apostola Petra in Pavla, napolnila, je najprej Liberij in potem Damaz I.  povezal posamezne kapele s streho in tako je bila končana apostolska bazilika. Češčenje Sebastijana (oziroma Boštjan) je od 8. st. zasenčilo spomin na apostola. Po obnovitvenih delih v 17. st. je od prvotne triladijske bazilike ostalo bolj malo. Najpomembnejši je tukaj seveda spomin na apostola Petra.
Podzemni hodniki se razprostirajo v dolžini 11 km. Obisk teh katakomb je sicer eden najkrajših, vendar je najbolj zanimiv. 

### Kalistove katakombe
Kalistove katakombe  (Katakombe sv. Kalista) se nahajajo na Via Appia Antica v Rimu
Nekateri papeži so se odlikovali po urejanju katakomb; med njimi je znan zlasti Kalist I.. Te katakombe so dobile ime po njem. 
Ta del katakomb imenujejo tudi Mali Vatikan, ker je tu pokopanih več papežev iz prvih krščanskih stoletij. Imena nekaterih papežev, ki so vrezana na ploščah: Poncijan, Anter, Fabijan, Lucij I.  in Evtihijan. V zidu pri dnu je bil položen tudi Sikst II. , žrtev preganjanja za časa cesarja Valerijana. Pred njegovim grobom je sveti Damaz I. postavil marmornato nagrobno ploščo z napisom, ki poveličuje spomin na mučence in kristjane, ki so pokopani v teh katakombah. 

## Galerija poslikav v Rimskih katakombah
- Dobri Pastir - freska iz Priscilinih katakomb

## Galerija II v Rimskih katakombah
- Oranta
- Oranta z otrokom
- Kristus - Komodiline katakombe
- Kristus učitelj
- Jezusov krst – Kalistove katakombe
- Dobri pastir – Prisciline katakombe
- Evharistični kruh z ribo – Kalistove katakombe
- Adam in Еva s sinovoma – Katakombe na Via Latina
- Epitaf iz Judovskih katakomb
- Katakombe svetega Kalista z odkritimi nišami
- Najstarejši prikaz Bogorodice z otrokom Jezusom – Prisciline katakombe
- Zgledi napisov v katakombah, kot jih je našel De Rossi
- Preroka Jona vržejo v morje
- Trije mladeniči v ognjeni peči hvalijo Gospoda